# 行列解析
行列解析（ぎょうれつかいせき、英: Matrix analysis）は線型代数学の分科であり、行列の数学的構造と解析的性質に焦点を当てて、ベクトルノルムや行列ノルムなどを導入して、連立方程式・固有値問題・行列値関数・行列の分解などに関する理解を深めることを目的としている。これにより、数値線形代数などのより深い議論につながる。

## 主題
行列解析では主に以下のテーマが扱われる。
- 行列における関数解析学（関数解析的方法による行列論）
- 行列の成分・絶対値・ノルムに関する不等式またはそれに類する関係
- 行列の固有値変動、摂動問題
- 行列の算術平均・幾何平均・算術幾何平均[9][10][11][12]

## 意義
関数解析（特に作用素論）では、無限次元のヒルベルト空間やバナッハ空間上の作用素が研究対象なので、有限次元の場合は自明だと思うかもしれないがそうではない。なぜならば作用素論における困難さは無限次元性だけではなく非可換性から来ることもあるからである（実際、作用素論の話題は行列に制限しても難易度が変わらないということが少なからずある）。そして行列は非可換性を持つ作用素の代表例である。行列解析は非可換性による困難さを克服しようとしている。

## 代表的な成果
- Andoによる行列版ヤングの不等式[16]
- Lidskiiの定理[7][17]
- 作用素凸関数に関するLownerの理論[7]
- Hansen-Pedersenの方法[7][18][19]

## 関連する論文誌
- en:SIAM Journal on Matrix Analysis and Applications（SIAMより発行される）
- en:Linear Algebra and its Applications
- Linear and Multilinear Algebra
- The Electronic Journal of Linear Algebra（International Linear Algebra Societyより発行される）